# جورج أغسطس لا دو
جورج أغسطس لا دو هو محامي وسياسي أمريكي، ولد في 18 مارس 1826 في سيراكيوز في الولايات المتحدة، وتوفي في 1 مايو 1875 في بيندلينتون في الولايات المتحدة. نشط حزبياً في الحزب الديمقراطي. وقد انتخب عضو مجلس نواب أوريغون ‏ وانتخب عضو مجلس نواب مينيسوتا ‏ وانتخب عضو مجلس النواب الأمريكي.